# Un si joli mensonge
Pour plus de détails, voir Fiche technique et Distribution.
Un si joli mensonge est un téléfilm français, réalisé par Alain Schwarzstein en 2013, diffusé en 2014.

## Synopsis
Christine (Corinne Touzet), dermatologue de cinquante ans, semble plus jeune que son âge. Elle élève seule sa fille Sophie. Christine consulte sa gynécologue et amie. Celle-ci lui annonce qu'elle est ménopausée. Christine est persuadée qu'elle est enceinte et refuse d'y croire.
Six mois plus tôt, Christine emmène Sophie retrouver son amie Gwendoline faire dédicacer sa bande dessinée par l'auteur Bruno (Francis Renaud), 45 ans. Bruno a le coup de foudre pour Christine. Le soir au restaurant, Christine et Sophie finissent leur repas. Bruno entre, accompagné de sa fille Julie et de sa compagne Céline, mannequin d'à peu près l'âge de Julie. Ils vont au comptoir rejoindre leurs amis, dont Frédéric. Christine dit à Bruno qu'elle a 42 ans et lui fait comprendre qu'elle n'a plus de compagnon depuis longtemps. Ils deviennent amants. Bruno veut avoir un enfant avec Christine.

## Fiche technique
- Titre : Un si joli mensonge
- Réalisation : Alain Schwarzstein
- Scénario : Florence Aguttes
- Décors : Audric Kaloustian
- Costumes : Poupe Sitbon et Chouchane Tcherpachian
- Montage : Any Goirand
- Musique : Elliott Covrigaru
- Production : Ariel Askénazi, Gilbert Hus et Bénédicte Lesage
- Sociétés de production : Mascaret Films et Project Images Films
- Pays d'origine :  France
- Langue de tournage : français
- Format : couleurs
- Genres : Comédie
- Durée : 90 minutes
- Date de sortie[1] : 28 mai 2014.

## Distribution
- Corinne Touzet : Christine, dermatologue, 50 ans
- Francis Renaud : Bruno, père de Julie
- Anémone : Louise, mère de Bruno
- Emma Colberti : Audrey, ex-femme de Bruno, mère de Julie
- Thierry Ragueneau : Richard, père de Sébastien
- Mélanie Baxter-Jones : l'infirmière
- Leslie Medina : Julie, fille de Bruno et Audrey
- Marie Fouqueau : Annie, mère de Sébastien
- Olivia Faye : Sophie, fille de Christine
- Ferdinand Barbet : Sébastien « Seb », fiancé de Julie
- Narcisse Mame : Frédéric
- Alexandra Bialy : Dorothée
- Thierry Mortamais : Dominique « GMB », ancien légionnaire, domestique travesti de Louise
- Karine Martin-Prevel : Jeanne
- Malina Ioana-Ferrante : Céline, mannequin, compagne de Bruno
- Patricia Thevenet : la patiente qui consulte Christine, voulant ne pas paraître vieille à son entretien d'embauche
- Manon Chevallet : Gwendoline, amie de Sophie
- Thomas Di Genova : le médecin du laboratoire
- Clément Morinière : le gendarme
- Léon Vitale : le traiteur
- Alice Driffort : Charlotte, amie de Sophie
- Jules Sandeau : Jules